# Nachkommastelle
Die Nachkommastellen sind die Stellen hinter dem (rechts vom) Komma einer Dezimalzahl oder allgemeiner einer nicht-ganzen Zahl, die mit einem Stellenwertsystem als Kommazahl dargestellt wird. Im ersten Fall spricht man auch von Dezimalstellen
oder Dezimalen.
Gemeinsam bilden sie den Nachkommaanteil und sind generell etwas anderes als die signifikanten Stellen.

## Beispiele
- Bei der Zahl 223,5678 stehen auf den Nachkommastellen die vier Ziffern 5, 6, 7 und 8.
- Der Bruch {\displaystyle {\tfrac {4}{7}}=0{,}{\overline {571428}}} hat unendlich viele Dezimalstellen, da seine Dezimaldarstellung nie abbricht. Wie alle Brüche stellt er eine periodische Dezimalzahl dar.
- Ungerade Potenzen des Goldenen Schnitts {\displaystyle \Phi ^{2n+1}} und deren Kehrwerte besitzen jeweils die gleichen Nachkommastellen,

| z. B. | {\displaystyle {\begin{aligned}\Phi ^{3}&=4,2360679775\ldots \\{\frac {1}{\Phi ^{3}}}&=0,2360679775\ldots \\\end{aligned}}} |

## Nachkommaanteil
Der Nachkommaanteil {\displaystyle \operatorname {frac} (x)} (von englisch fractional part) lässt sich mit den Funktionen {\displaystyle \lfloor x\rfloor } und {\displaystyle \lceil x\rceil } definieren (Abrundungs- und Aufrundungsfunktionen).
{\displaystyle \operatorname {frac} (x):={\begin{cases}x-\lfloor x\rfloor &x\geq 0\\x-\lceil x\rceil &x<0\end{cases}}}
Man benutzt dafür auch die Notation {\displaystyle \{x\}}, die aber meistens vermieden wird, da eine Verwechslung mit der Menge, die nur das Element {\displaystyle x} enthält, möglich ist.
Beispiele:
- {\displaystyle \operatorname {frac} (223{,}5678)=0{,}5678}
- {\displaystyle \operatorname {frac} (-223{,}5678)=-0{,}5678}
- {\displaystyle \operatorname {frac} (1{,}{\overline {571428}})=0{,}{\overline {571428}}}

Die ebenso gebräuchliche Definition ohne Fallunterscheidung
{\displaystyle \operatorname {frac} (x):=x-\lfloor x\rfloor }
ist nicht für negative Werte anwendbar. Ein so bestimmter Nachkommaanteil ist dann falsch, zum Beispiel:
{\displaystyle \operatorname {-} 223{,}5678-\lfloor (-223{,}5678)\rfloor =-223{,}5678-(-224)=0{,}4322\neq -0{,}5678=\operatorname {frac} (-223{,}5678)}

## Aussprache und Notation
Gemäß internationaler Richtlinien, z. B. im internationalen Einheitensystem, gibt es Regeln zur Schreibweise von Zahlen sowie die technische Notation zur Zahldarstellung. Danach werden längere Dezimalzahlen strukturiert in Dreiergruppen ab dem Dezimalzeichen und im Zahlzeichen durch (geschützte) schmale Leerzeichen getrennt. Zur Gruppierung sind Punkte nicht mehr erlaubt, da diese in Teilen der Welt als Dezimalzeichen verwendet werden und daher missverständlich sind.
Die Aussprache der Stellen nach dem Komma kann wie vor dem Komma erfolgen, durch Aneinanderreihung der Ziffern, z. B. bei der Dezimalzahl 123 000,123 000 durch „Eins-zwei-drei-null-null-null Komma eins-zwei-drei-null-null-null“. Üblicher ist die Tausendergruppierung, aber ohne Nennung des Trennzeichens: „Einhundertdreiundzwanzigtausend, einhundertdreiundzwanzig Tausendstel, null Millionstel“ (die Kommata im Text sind reine Pausen und werden nicht ausgesprochen). Die Mischform der Gruppierung nur vor dem Komma ist auch gebräuchlich.